# Boerevestnik (metrostation)
Boerevestnik (Russisch: Буревестник) is het jongste station van de metro van Nizjni Novgorod. Het station werd geopend op 9 september 2002 en is het westelijke eindpunt van de Sormovskaja-lijn. Het metrostation bevindt zich onder de Sormovskoje Sjosse (Sormovoweg) in het westelijke stadsdeel Moskovski. Zijn naam dankt station Boerevestnik aan de nabije gelijknamige machinefabriek, die op haar beurt vernoemd is naar een gedicht van Maksim Gorki. In de planningsfase werd het station Kalininskaja genoemd, naar de Sovjet-Russische politicus Michail Kalinin.
Het station ligt half ondergronds, in het souterrain van een kantoorgebouw van het metrobedrijf. Als enige metrostation in Nizjni Novgorod beschikt station Boerevestnik over twee zijperrons. Tussen de sporen bevindt zich een rij zuilen, waarboven de naam van het station is aangebracht. De wanden zijn bekleed met grijs en wit marmer. De stationshal bevindt zich boven de sporen en is vanaf de straat door middel van trappen te bereiken.
Station Boerevestnik wordt vooral gebruikt door reizigers die hier overstappen op een van de vele tram- en buslijnen en marsjroetka's naar het noordwesten van Nizjni Novgorod, een deel van de stad dat niet door de metro bediend wordt.